# Proces (lingvistică)
În lingvistică, noțiunea de proces ține de semantica verbului. Interpretarea ei este controversată.

## Concepții despre noțiunea de proces
Conform concepției celei mai largi, adoptată de unii lingviști, procesul cuprinde tot ceea ce poate exprima conținutul unui verb. Este, de pildă, concepția lui Constantinescu-Dobridor 1998, după care procesul include acțiunea, starea, existența, evoluția, dezvoltarea, desfășurarea pe care le poate exprima verbul. În această concepție, procesul este trăsătura semantică cea mai importantă a verbului, legată de timpul, de aspectul și de modul de acțiune verbale, adică de desfășurarea în timp a acțiunilor, stărilor, evenimentelor, și de gradul lor de realizare. Unii autori aplică noțiunea de proces și substantivelor derivate de la verbe cu sufixe procesuale, de exemplu ro  -izare (conștientizare), sau en  -ing (the singing „cântatul”).
În altă concepție, noțiunea de proces este redusă la două categorii: procese statice și procese dinamice. Un proces static este o secvență de stări uniforme, iar unul dinamic – o secvență de stări eterogene. Verbe ca a fugi, a muri sau a (se) rostogoli sunt dinamice, pe când a avea, a iubi, a ști sunt statice. Diferența dintre procesele statice și cele dinamice joacă un rol important în gramatica multor limbi. De pildă, în limba engleză există între ele diferențe ca:
- Verbele dinamice pot avea formă continuă (ex. John is running „John fuge” = este în curs de a fugi), dar cele statice nu pot avea o asemenea formă, ex. *John is knowing the answer „*John este în curs de a ști răspunsul”[7].
- Verbe ca to force „a sili” pot subordona verbe dinamice (I forced John to run „L-am silit pe John să fugă”), dar nu și verbe statice: *I forced John to know the answer „*L-am silit pe John să știe răspunsul”.
- Verbele dinamice au formă de imperativ (Run! „Fugi!”), dar cele statice nu au: *Know the answer!

Într-o concepție și mai restrictivă, procesul este o trăsătură semantică bazată pe modul de acțiune durativ, adică numai cea a verbelor care exprimă acțiuni care se desfășoară într-o perioadă de timp. Clasa aceasta de verbe se circumscrie prin posibilitatea asocierii numai cu adverbe și grupuri prepoziționale exprimând durata (ex. construiește o casă în timp de o lună, învață o poezie de la ora 5 la ora 7), nu și cu adverbe și grupuri prepoziționale care exprimă o acțiune momentană: *construiește o casă la ora 7 fix. Astfel, verbele care exprimă un proces se opun celor momentane, instantanee.
Iarăși altă concepție consideră verbe de proces numai pe cele dinamice, pe care le împarte în verbe de proces propriu-zise și verbe de acțiune-proces. Cele dintâi se caracterizează prin lipsa vreunui agent, de exemplu a se naște sau a se usca, iar cele din urmă prin faptul că exprimă acțiuni efectuate de un agent, precum a dansa, a alerga, a repara.
După filozoful Zeno Vendler (1900–2004), verbele de proces se opun celor de stare. Dubois 2002 precizează că verbele de proces exprimă o acțiune realizată de subiectul propoziției, fie tranzitive sau intranzitive: a alerga, a citi, a mânca etc. Acestea se opun verbelor de stare, ca intranzitivele a fi, a semăna, a părea etc., sau tranzitivelor care exprimă rezultatul unui proces, precum a ști.
Într-o concepție și mai restrictivă, verbe de proces, numite și de eveniment, sunt numai cele fără agent, care se opun și verbelor de stare, și celor de acțiune. Prin urmare, verbe de proces ar fi cele intranzitive ca a înflori, a crește, a se ridica etc..